# Office to Combat Trafficking in Persons
Ne doit pas être confondu avec Office to Monitor and Combat Trafficking in Persons.
L'Office to Combat Trafficking in Persons (OCTIP) est une agence publique fondée en 2007 et chargée de coordonner la lutte contre la traite des êtres humains en Colombie-Britannique, au Canada. L'OCTIP est chargé de veiller au respect des droits de l'homme et, en particulier, des personnes victimes de traite des êtres humains.

## Histoire
L'OCTIP est fondée en 2007, ce qui fait de la Colombie-Britannique une pionnière de la lutte officielle contre la traite parmi les Provinces et territoires du Canada. En 2008, le département d'État des États-Unis émet un rapport sur la traite des êtres humains au Canada (en) : le document se montre critique envers le gouvernement du Canada, qui manque à ses responsabilités en la matière ; toutefois le même rapport porte un regard favorable sur l'action de l'Executive Council of British Columbia (en), en particulier la création de l'OCTIP.
En juin 2011, l'OCTIP lance une formation destinée au secouristes pour qu'ils sachent identifier, protéger et secourir les victimes de traite des êtres humains dans la province. Ce cursus coûte 106 000 dollars, dont la moitié est financée par l'OCTIP et l'autre partie par Sécurité publique Canada et par Justice Canada. Le mois suivant, l'Executive Council of British Columbia réduit le budget annuel de l'OCTIP, qui passe de 500 000 dollars à 300 000 dollars, se débarrasse du poste de directeur exécutif et réduit à deux personnes l'effectif à temps plein de l'OCTIP. La directrice exécutive était Robin Pike, avant la suppression de ce poste.
Entre 2007 et 2011, l'OCTIP a secouru plus de cent victimes de traite de personnes en Colombie-Britannique.